# (30539) Raissamuller
(30539) Raissamuller est un astéroïde de la ceinture principale.

## Description
(30539) Raissamuller est un astéroïde de la ceinture principale. Il fut découvert le 20 juillet 2001 à Socorro (Nouveau-Mexique) par le projet LINEAR. Il présente une orbite caractérisée par un demi-grand axe de 2,23 UA, une excentricité de 0,18 et une inclinaison de 6,9° par rapport à l'écliptique.

## Compléments